# Lipman Bers
Lipman Bers   (Riga, 22 de maig de 1914 - New Rochelle, 29 d'octubre de 1993), conegut usualment com Lipa Bers, va ser un matemàtic i activista social nascut a Riga i emigrat als Estats Units.

## Vida i Obra
Nascut a Riga (avui Letònia, però en aquella época Imperi Rus), va passar els primers anys de vida a Sant Petersburg. El 1919 la família va retornar a Riga on els seus pares eren professors a l'institut jueu de la ciutat i militants del Bund. Els seus pares es van divorciar i el 1925 la seva mare se'l va endur a Berlín mentre ella estudiava a l'Institut Psicoanalític de Berlín i ell era escolaritzat. El 1932 es va matricular a la universitat de Zúric però ho va haver deixar l'any següent perquè el seus pares no podien mantenir-lo i va retornar a Riga on va estudiar a la universitat els dos cursos següents. Com els seus pares, Bers tenien opinions polítiques socialdemòcrates i militava a les joventuts del Bund, per això, després del cop d'estat de Kārlis Ulmanis de maig de 1934, va decidir abandonar el seu país per evitar les represàlies. Va aconseguir visat per Txecoslovàquia i el 1934 va començar a estudiar a la universitat Carolina de Praga on va tenir com a mestre Charles Loewner del qual esdevindria íntim amic i col·laborador de per vida. El 1938 es va doctorar i va marxar a París per fer treball post-doctoral, però aquest mateix any es va produir l'Acord de Múnic pel qual es desmembrava Txecoslovàquia i va decidir, amb la seva esposa, emigrar als Estats Units.
Els primers anys a Amèrica van ser difícils perquè no va trobar cap posició acadèmica fins al 1942 quan va ser contractat per la universitat de Brown en la qual va estar els anys de la Segona Guerra Mundial i va coincidir amb el seu mestre, Loewner. Des de 1945 fins a 1949 va ser professor de la universitat de Syracuse, on novament va coincidir amb Loewner, i els dos anys següents va estar a l'Institut d'Estudis Avançats de Princeton on, arrel d'una conferència de Lars Ahlfors, va començar a orientar les seves recerques cap a les aplicacions quasi-conformes i les seves aplicacions. El 1951 va passar a l'Institut Courant de Ciències Matemàtiques on va romandre fins al 1964 quan va anar a la Universitat de Colúmbia, en la qual es va retirar el 1984. Després de la seva jubilació, encara va col·laborar amb la universitat de la Ciutat de Nova York.
A més de les seves activitats com matemàtic, Bers va ser un activista social fermament involucrat en la defensa dels drets humans. La seva eloqüència i coneixement de la història van fer que influís notablement en les institucions, ja fos defensant les víctimes del maccarthisme o oposant-se a la guerra del Vietnam; per tot això, va ser el fundador del Comité de Drets Humans de l'Acadèmia Nacional de Ciències dels Estats Units.
Els principals treballs científics de Bers van ser en el camp de l'anàlisi complexa, tot i que també va publicar treballs sobre equacions diferencials parcials i sobre superfícies mínimes. Les seves aportacions més notables van ser en la teoria de Teichmüller, en els problemes de compactificació i en els grups kleinians.